# 毎日書道展
毎日書道展（まいにち・しょどうてん）とは、毎日新聞社と、その関連団体である一般財団法人「毎日書道会」が主催する書道の公募展である。

## 歴史
1948年、書道の文化向上と芸術の相互練磨を図ることを目的とし、前身の「全日本書道展」を発足。1949年「日本総合書芸展」として第1回公募展を開催。1951年から現在の題名となった。
日本における書道の公募展では産経国際書展、日展、読売書法展と並んで最も権威がある「四大書道展」の一つである。

## 審査の部門
毎日書道展では漢字、かな、近代詩など、合計9つの部門別に審査・表彰が行われる。また満23歳以下を対象とした「U-23」表彰もある。
- 「漢字部1類」　文字数21文字以上の漢字で書かれた作品
- 「同2類」　文字数3－20文字以内の漢字で書かれた作品
- 「仮名部1類」　和歌3首以上、俳句5句以上の作品。文字の多少に関わらず写経、和様漢字、臨書（大字臨書含む）、巻子、冊子（帖）、貼り混ぜ含む
- 「同2類」　和歌1－2種、俳句4句以内
- 「近代詩文書部」　詩歌、現代文
- 「大字書部」　1－2文字の漢字、平仮名、片仮名の作品
- 「篆刻（てんこく）部」　中華人民共和国で古くから使われている文字篆書（てんしょ）を石印に彫って、和紙に押印したもの
- 「刻字（こくじ）部」　自らで文字を書いて、彫刻刀などの刃物で木板や竹などに彫った作品
- 「前衛書部」　可能性を越えた非文字性作品

これらの部門別に部門別最優秀に当たる「毎日賞」、優秀に当たる「秀作賞」、並びに「佳作賞」（以上は一般表彰とU-23表彰とに更に細分される）、また毎日書道会会員を対象とした優秀者を表彰する「会員賞」がそれぞれに表彰され、更に全体の中からの最優秀（大賞）に当たる「文部科学大臣賞」が1作品選ばれる。

## 出展の規定
原則として出品資格は「一般」「U-23」「会友」の3つ。
各地域ごとに所定の出品票があるので、それを添付して出品料を添えて現金書留での郵送、または毎日新聞東京本社に持参（受付所定期間がある。概ね5月）する。なお沖縄県は新聞発行上は西部本社の管轄であるが、書道展は東京展の扱いでの受付となっている。
過去の展示で優秀な成績・実績を収めた出品者（U-23の賞を含め、特定の部で過去10回以上の入選・入賞歴がある者）は「会友」となり、当該部に限り無鑑査で出品できるほか、他の部に対しても「会友公募」として出品が可能。なお会友は出品料を免除されるが、代わりに会友賛助会費を出品の有無にかかわらず納める必要がある。

## 展示会
優秀作品は各地域ごとにその年の下半期に展示会を開催。また優秀者については別途東京都で表彰式が行われる。

## 主な毎日書道展出身の書道家
ここではウィキペディアに記事がある人物で本書道展に入賞・関与した実績のある書道家を集めてある。（順不同）
- 廣津雲仙（のちに、読売書法会を創立）
- 村上三島（のちに、読売書法会を創立）
- 武士桑風
- 杉岡華邨（のちに、読売書法会を創立）
- 大平山濤
- 石田帰山
- 手島右卿
- 相川鐵崖
- 金子鷗亭
- 中野北溟
- 松丸東魚
- 木村東道
- 新井飛山
- 布上清香
- 菊川章陽
- 島崎春荷
- 石村玉苑
- 三浦秋鶴
- 木村朱炎
- 木村卜堂
- 田中東雨
- 吉川碧堂
- 里見櫻風
- 金田心象
- 星野聖山
- 中村素堂
- 実川元子
- 徳野大空
- 原田凍谷
- 山岸彩周（山岸舞彩〈放送キャスター・タレント〉の書道家としての筆名）
- 相田みつを（詩人）
- 須藤元気（格闘家）
- 友近890（シンガーソングライター）
- 雅冬炎（IKKO<美容研究家>の書道家としての筆名）